# Nevzat Süer
Nevzat Süer (1925 – 23 de març de 1987) va ser un jugador d'escacs turc, que obtingué el títol de Mestre Internacional del 1975 (el primer en aconseguir-ho, conjuntament amb İlhan Onat). Va ser set cops campió turc d'escacs.

## Biografia
Süer va néixer el 1925, es va graduar a l'escola secundària Haydarpaşa, i va començar a jugar als escacs el 1943. Va obtenir el títol de Mestre Internacional (MI) de la FIDE el 1975. És considerat un dels pioners de la història dels escacs moderns turcs amb els seus articles al diari Cumhuriyet i a la revista Süer Chess Magazine que va publicar.
Va morir el 1987. Després de la seva mort, el primer parc d'escacs de Turquia, obert a Yalova el 2016, va rebre el seu nom.